# Планета М
«Планета М» — сингл российской и белорусской певицы Мэйби Бэйби. Сингл вышел 16 февраля 2021 года и получил экранизацию в виде анимационного клипа, сингл вышел на лейбле Rhymes Music.

## История
26 января 2021 года вышло видео, в котором Владимир Галат объявил о конкурсе, условием которого было написать комментарий с темой для трека для Мэйби Бэйби и Мэйклава. 2 февраля вышло видео, в котором Галатом подводились итоги: Мэйби Бэйби нужно было за две недели написать трек про «парня-мудака», который плохо обходился с ней. 16 февраля вышел трек.

## Видеоклип
Клип вышел 16 февраля на YouTube канале российской поп-рок группы «Френдзона» с длительностью 2 минуты 53 секунды. В клипе к Мэйби Бэйби пристаёт мальчик после этого она отправляет его на планету с названием «Планета мудаков», где он становится королём. В конце клипа героиня обращает внимание на мальчика, который ухаживал за ней на протяжении всего клипа, он дарит ей леденец в виде сердца и целует его в щёку.

## Отзывы
Владислав Шеин из ТНТ Music назвал трек «анти-гимн парням проявляющим бестактность по отношению к девушкам, с которыми хотят встречаться» и добавляет, что «специально для таких токсичных молодых людей артистка придумала Планету М, которую показала в своём новом мультяшном клипе».

## Чарты

### Ежедневные чарты
| Чарт (2021)            | Высшая позиция |
| ---------------------- | -------------- |
| Россия (YouTube Music) | 9              |

### Еженедельные чарты
| Чарт (2021)            | Высшая позиция |
| ---------------------- | -------------- |
| Россия (YouTube Music) | 83             |